# Eulers triangelformel

Figur 1. Triangeln med omskriven cirkel (turkos - medelpunkt i och radien), inskriven cirkel (orange - medelpunkt i och radien) samt en (av tre) vidskriven cirkel (violett - medelpunkt i och radien). Avståndet (grönt) mellan den omskrivna och den inskrivna cirkelns medelpunkter är, medan avståndet (blått) mellan den omskrivna och den vidskrivna cirkelns medelpunkter är.

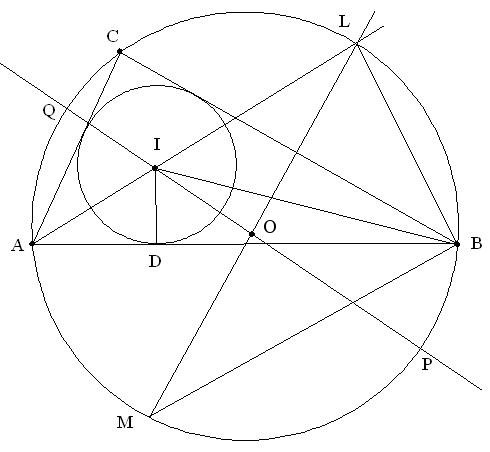
Figur 2.

Eulers triangelformel är en geometrisk sats som säger att för de inskrivna och omskrivna cirklarna till en triangel gäller nedanstående förhållande för avståndet mellan dessa båda cirklars medelpunkter (beteckningar enligt figur 1):
{\displaystyle d^{2}=R\cdot (R-2r)}
eller, alternativt, 
{\displaystyle {\frac {1}{R+d}}+{\frac {1}{R-d}}={\frac {1}{r}}}
där {\displaystyle R} betecknar den omskrivna cirkelns radie, {\displaystyle r} den inskrivna cirkelns radie och {\displaystyle d} avståndet mellan de båda cirklarnas medelpunkter.
Ur formeln följer följande samband, "Eulers olikhet", mellan den inskrivna och omskrivna cirkelns radier:
{\displaystyle R\geq 2r}.
En följd av Eulers triangelformel är att för varje par av cirklar som uppfyller formeln kan oändligt många trianglar in- respektive omskrivas, så att en godtycklig punkt på den yttre cirkeln är hörn i en triangel inskriven i denna cirkel och vars tre sidor alla tangerar den inre cirkeln (som alltså är inskriven cirkel till triangeln). Detta förhållande är ett särfall av Poncelets porism.
En snarlik (notera plustecken i stället för minustecken) formel finns för vidskrivna cirklar (beteckningar enligt figur 1):
{\displaystyle {d_{a}}^{2}=R\cdot (R+2r_{a})}
Satsen är uppkallad efter Leonhard Euler som publicerade den 1767 i artikeln Solutio facilis problematnm quorumdam geometricorum difficillimorum. Redan 1746 hade den dock publicerats av William Chapple 

## Härledning
Betrakta triangeln {\displaystyle \triangle ABC} i figur 2, med den inskrivna cirkelns medelpunkt {\displaystyle I} och den omskrivna cirkelns medelpunkt {\displaystyle O}. Dra bisektrisen till vinkeln {\displaystyle \angle BAC} genom {\displaystyle I} till skärningspunkten {\displaystyle L} med den omskrivna cirkeln och dra sedan denna cirkels diameter från {\displaystyle L} genom {\displaystyle O} till {\displaystyle M}. Kalla fotpunkten till den inskrivna cirkelns medelpunkt på triangelsidan {\displaystyle {\overline {AB}}} för {\displaystyle D} (det vill säga den inskrivna cirkelns tangeringspunkt). Eftersom {\displaystyle {\overline {LB}}} är en korda i den omskrivna cirkeln är, enligt randvinkelsatsen, vinklarna {\displaystyle \angle LMB} och {\displaystyle \angle LAB} lika. Eftersom {\displaystyle {\overline {LM}}} är en diameter i den omskrivna cirkeln är vinkeln {\displaystyle \angle LBM} rät (Thales sats) och då vinkeln {\displaystyle \angle ADI} också är rät, följer att {\displaystyle \triangle ADI} och {\displaystyle \triangle MBL} är likformiga. Således är 
{\displaystyle {\frac {|{\overline {DI}}|}{|{\overline {BL}}|}}={\frac {|{\overline {IA}}|}{|{\overline {LM}}|}}\Leftrightarrow {\frac {r}{|{\overline {BL}}|}}={\frac {|{\overline {IA}}|}{2R}}\Leftrightarrow 2Rr=|{\overline {IA}}|\cdot |{\overline {BL}}|}.
Ur figuren framgår att (då {\displaystyle {\overline {LC}}} är en korda är, enligt randvinkelsatsen, {\displaystyle \angle LBC=\angle LAC})
{\displaystyle \angle LBI=\angle LBC+\angle CBI=\angle LAC+\angle CBI={\frac {\angle BAC}{2}}+{\frac {\angle ABC}{2}}=\angle IAB+\angle ABI=180^{\circ }-\angle AIB=\angle LIB}
vilket innebär att {\displaystyle \triangle LBI} är likbent och således är {\displaystyle |{\overline {BL}}|=|{\overline {IL}}|}. Insättning av detta ger:
{\displaystyle 2Rr=|{\overline {IA}}|\cdot |{\overline {BL}}|\Rightarrow 2Rr=|{\overline {IA}}|\cdot |{\overline {IL}}|}.
Förläng {\displaystyle {\overline {IO}}} till diametern {\displaystyle {\overline {PQ}}} i  den omskrivna cirkeln. Kordasatsen (för {\displaystyle {\overline {AL}}} och {\displaystyle {\overline {PQ}}}, vilka skär varandra i {\displaystyle I}) ger då:
{\displaystyle |{\overline {IA}}|\cdot |{\overline {IL}}|=|{\overline {IP}}|\cdot |{\overline {IQ}}|\Rightarrow 2Rr=|{\overline {IA}}|\cdot |{\overline {IL}}|=|{\overline {IP}}|\cdot |{\overline {IQ}}|}.
Nu är ju
{\displaystyle |{\overline {IP}}|=|{\overline {OP}}|-|{\overline {OI}}|=R-d} och {\displaystyle |{\overline {IQ}}|=|{\overline {OQ}}|+|{\overline {OI}}|=R+d}
vilket (via konjugatregeln) ger
{\displaystyle 2Rr=|{\overline {IP}}|\cdot |{\overline {IQ}}|=(R-d)\cdot (R+d)=R^{2}-d^{2}\Rightarrow d^{2}=R^{2}-2Rr=R\cdot (R-2r)}
och härmed är Eulers triangelformel härledd.
Att formeln även kan skrivas på det alternativa sättet enligt ovan, visas enkelt:
{\displaystyle {\frac {1}{R+d}}+{\frac {1}{R-d}}={\frac {1}{r}}\Leftrightarrow {\frac {R-d}{(R+d)(R-d)}}+{\frac {R+d}{(R+d)(R-d)}}={\frac {1}{r}}\Leftrightarrow {\frac {R-d+R+d}{(R+d)(R-d)}}={\frac {1}{r}}\Leftrightarrow {\frac {2R}{R^{2}-d^{2}}}={\frac {1}{r}}\Leftrightarrow 2Rr=R^{2}-d^{2}\Leftrightarrow d^{2}=R^{2}-2Rr=R\cdot (R-2r)}
Då {\displaystyle d\geq 0} (med {\displaystyle d=0} då de båda cirklarnas medelpunkter sammanfaller – det vill säga att triangeln är liksidig) följer "Eulers olikhet" direkt:
{\displaystyle (d\geq 0\Rightarrow )\ d^{2}\geq 0\Rightarrow R\cdot (R-2r)\geq 0\Rightarrow R-2r\geq 0\Rightarrow R\geq 2r}.
Härledningen av formeln för vidskrivna cirklar är i stort sett densamma, dock med undantag för att sekantsatsen används i stället för kordasatsen, då den vidskrivna cirkelns medelpunkt ligger utanför den omskrivna cirkeln (vilket leder till {\displaystyle R\cdot (R+2r_{a})}, med plustecken, i stället för {\displaystyle R\cdot (R-2r)}, med minustecken).

## Eulers triangelformel och Poncelets porism

Animation (tyvärr alldeles för snabb för att man enkelt skall hinna uppfatta hur triangeln växlar mellan en trubbvinklig likbent triangel och en spetsvinklig likbent triangel, och allt däremellan) av Poncelets porism för trianglar och cirklar.

Poncelets porism säger att till två kägelsnitt, vilka är om- respektive inskrinva i en n-hörning, kan oändligt många n-hörningar om-/inskrivas. Att Poncelets porism gäller i fallet att kägelsnitten är cirklar och n-hörningarna är trianglar kan visas utgående från Eulers triangelformel enligt nedan. Härledningen är i stor utsträckning, men inte helt, en omvändning av härledningen av Eulers triangelformel och samma figur (figur 2) kan därför "återanvändas".
Välj ett godtyckligt par av cirklar {\displaystyle O(R)}, med medelpunkt i {\displaystyle O} och radien {\displaystyle R}, och {\displaystyle I(r)}, med medelpunkt i {\displaystyle I} och radien {\displaystyle r}, sådana att avståndet {\displaystyle d} mellan {\displaystyle O} och {\displaystyle I} uppfyller Eulers triangelformel {\displaystyle d^{2}=R\cdot (R-2r)}. I figur 2 visas två sådana "godtyckligt valda" cirklar. Välj en godtycklig punkt på {\displaystyle O(R)} ({\displaystyle A} är en sådan "godtyckligt vald" punkt) och dra från denna tangenterna {\displaystyle {\overline {AB}}} och {\displaystyle {\overline {AC}}} till {\displaystyle I(r)}. Om även {\displaystyle {\overline {BC}}} tangerar {\displaystyle I(r)} är porismens giltighet visad.
Konstruera {\displaystyle {\overline {PQ}}} (förläng {\displaystyle {\overline {IO}}}), {\displaystyle {\overline {AL}}} (bisektris till {\displaystyle \angle BAC} och därför gående genom {\displaystyle I}), {\displaystyle {\overline {LM}}} (genom {\displaystyle O} och således diameter till {\displaystyle O(R)}), {\displaystyle {\overline {BL}}} och {\displaystyle {\overline {ID}}} (höjden från {\displaystyle I} till {\displaystyle {\overline {AB}}} och radie i {\displaystyle I(r)} eftersom {\displaystyle I(r)} tangeras av både {\displaystyle {\overline {AB}}} och {\displaystyle {\overline {AC}}}).
{\displaystyle {\overline {LM}}} är en diameter i {\displaystyle O(R)} och således är vinkeln {\displaystyle \angle LBM} rät (i enlighet med Thales sats) och {\displaystyle \angle IDA} är också rät ({\displaystyle {\overline {ID}}} är ju vinkelrät mot {\displaystyle {\overline {AB}}}). Vidare är {\displaystyle \angle IAD=\angle LAB=\angle LMB} (randvinkelsatsen) och {\displaystyle \triangle ADI} är således likformig med {\displaystyle \triangle MBL}, varför:
{\displaystyle {\frac {|{\overline {AI}}|}{|{\overline {ID}}|}}={\frac {|{\overline {LM}}|}{|{\overline {BL}}|}}\Leftrightarrow |{\overline {AI}}|\cdot |{\overline {BL}}|=|{\overline {LM}}|\cdot |{\overline {ID}}|=2R\cdot r}
eftersom {\displaystyle {\overline {LM}}} är en diameter i {\displaystyle O(R)} medan {\displaystyle {\overline {ID}}} är en radie i {\displaystyle I(r)}. Att {\displaystyle 2R\cdot r=|{\overline {AI}}|\cdot |{\overline {BL}}|} kommer att användas efter konstaterandet att kordasatsen ger att 
{\displaystyle |{\overline {AI}}|\cdot |{\overline {IL}}|=|{\overline {QI}}|\cdot |{\overline {IP}}|=(|{\overline {QO}}|-|{\overline {OI}}|)\cdot (|{\overline {OP}}|+|{\overline {OI}}|)=(R-d)\cdot (R+d)=R^{2}-d^{2}=R^{2}-(R^{2}-2R\cdot r)=2R\cdot r}
eftersom Eulers triangelformel ({\displaystyle d^{2}=R^{2}-2R\cdot r}) gäller enligt förutsättningarna för den ursprungliga konstruktionen av cirklarna {\displaystyle O(R)} och {\displaystyle I(r)}. Således är
{\displaystyle |{\overline {AI}}|\cdot |{\overline {IL}}|=2R\cdot r=|{\overline {AI}}|\cdot |{\overline {BL}}|\Rightarrow |{\overline {IL}}|=|{\overline {BL}}|}
Eftersom {\displaystyle L} är skärningspunkt mellan bisektrisen till {\displaystyle \angle BAC} och den omskrivna cirkeln, {\displaystyle O(R)}, till {\displaystyle \triangle ABC} samt att {\displaystyle B} är ett hörn i triangeln följer ur trilliumsatsen att {\displaystyle I} är den inskrivna cirkelns medelpunkt i {\displaystyle \triangle ABC} och således tangerar {\displaystyle {\overline {BC}}} den inskrivna cirkeln {\displaystyle I(r)}, varmed Poncelets porism är visad för trianglar och cirklar.